# Svatoňovice (Karlovice)
Svatoňovice (německy Swatonowitz) je malá vesnice, část obce Karlovice v okrese Semily. Nachází se asi půl kilometru severovýchodně od Karlovic.
Svatoňovice leží v katastrálním území Karlovice o výměře 10,21 km².

## Historie
První písemná zmínka o vesnici pochází z roku 1543.

## Pamětihodnosti
- Ve vsi se nachází požární zbrojnice s věžičkou v níž je zavěšen zvon zasvěcený svatému Františku z Assisi z roku 1994. Obsahuje srdce původního zvonu svatého Václava, který byl v roce 1942 zabaven pro válečné účely a který byl na věžičku osazen v roce 1929.[5]
- Kamenný kříž (kulturní památka)